# Petar Gudelj
Petar Gudelj (Podosoje, 29. rujna 1933. – ?, 13. veljače 2025.) bio je hrvatski pisac, pjesnik i književnik.

## Životopis
Školu je pohađao u Bihaću, Šibeniku, Mostaru i Sarajevu, a diplomirao komparativnu književnost na Filozofskom fakultetu u Beogradu. Uvršten u više antologija poezije i pjesama u prozi. 
Napisao je i velik broj scenarija za dokumentarne filmove, a bio je i glavni scenarist u filmu "Vrulja u vrulji" (1996.).
Živio je u Baškoj Vodi gdje je imao nakladnu kuću "Sveti Jure".

## Djela
- Ruke, suze i čempresi, Sarajevo, 1956.
- Isus je sam, Kruševac, 1961.
- Pas, psa, psu, Beograd, 1967.
- Suhozidina, Beograd, 1974.
- Tropi. Počela (s grafikama Slobodanke Marinović-Stupar), Beograd, 1976.
- Štit, Mostar, 1979.
- Ilirika (Beograd, 1980., Ljubljana 1984.)
- Vrulja (Beograd, 1982.)
- Mit i med (Beograd, 1982.)
- Osmoliš (s grafikama Senadina Tursića, Beograd, 1982.)
- Vlkoe (s grafikama Milice Vučković, Beograd, 1984
- Hesperidske jabuke (Beograd, 1986.)
- Europa na tenku (Beograd, 1987)
- Vuk u novinama (Zagreb, 1988.)
- Moja Imota (Zagreb, 1991.)
- Golubice nad jamama I. - III. (Split, 1993.)
- Put u Imotu (Baška Voda, 1996.)
- Hrvatska Odiseja (Baška Voda, 1999.)
- Zmija mladoženja, pjesme i pjesnička proza (2008.)[2]

## Nagrade i priznanja
- 2010.: Goranov vijenac[3]
- 2014.: Plaketa "Dobrojutro, more", s pjesničkih susreta u Podstrani.

## Vanjske poveznice
- Gradska knjižnica don Mihovil Pavlinović, Imotski: Petar Gudelj  Arhivirana inačica izvorne stranice od 30. listopada 2014. (Wayback Machine)